# Torkil Nielsen
Torkil Nielsen (født 26. januar 1964) er en færøsk pensioneret fodboldspiller og desuden en af Færøernes bedste skakspillere.

## Klubkarriere
Torkil Nielsen var midtbanespiller og spillede det meste af sin karriere hos SÍF Sandavágur, og for den nydannede klub FS Vágar.

## Landsholdskarriere
Torkil Nielsen fik sin debut for Færøernes fodboldlandshold i august 1988 i en venskabskamp mod Island, landets første FIFA-anerkendte match. Som fodboldspiller fik han sit gennembrud, da han var med til en af fodboldhistoriens største overraskelser med sit sejrsmål i en kamp i 1990 mod Østrig i kvalifikationsturneringen til EM i fodbold 1992. Resultatet var et kæmpenederlag for Østrig, og samtidig Færøernes første sejr i en betydende turnering. Nielsens sidste kamp fandt sted i juni 1993 i en kvalifikationskamp til VM i fodbold 1994 mod Tjekkoslovakiet. Han spillede 18 kampe for landsholdet og scorede 2 mål.

## Skakkarriere
Under og efter sin fodboldkarriere har Torkil Nielsen spillet skak for klubben Sandavágs talvfelag. Han var tre gange til mesterskaber, og forkæmper for Færøerne, i 1984, 1986 og 1988 og deltog også mange gange i skakolympiaden som en del af færøske skaklandshold – 1982 i Luzern, Schweiz, 1984 og 1988, begge gange i Thessaloniki, Grækenland.